# گفتارها
گفتارها (به فرانسوی: Paroles) عنوان کتاب اشعار ژاک پره‌ور است که نخستین بار در سال ۱۹۴۶ انتشار یافت.
این کتاب رتبه شانزده را در ۱۰۰ کتاب قرن لوموند دارا است.